# Natação no Campeonato Europeu de Esportes Aquáticos de 2021 - 1500 m livre feminino
A prova dos 1500 metros livre feminino da natação no Campeonato Europeu de Esportes Aquáticos de 2021 ocorreu nos dias 20 e 21 de maio na Arena Danúbio, em Budapeste na Hungria. 

## Calendário
| Fase          | Data       | Hora  |
| ------------- | ---------- | ----- |
| Eliminatórias | 20 de maio | 11:29 |
| Final         | 21 de maio | 18:00 |

Todos os horários estão no horário local (UTC+1)

## Recordes
Antes desta competição, os recordes eram os seguintes:
|                       | Nadadora       | Tempo    | Local        | Data                |
| --------------------- | -------------- | -------- | ------------ | ------------------- |
| Recorde mundial       | Katie Ledecky  | 15:20.48 | Indianápolis | 16 de maio de 2018  |
| Recorde europeu       | Lotte Friis    | 15:38.88 | Barcelona    | 30 de julho de 2013 |
| Recorde do campeonato | Boglárka Kapás | 15:50.22 | Londres      | 21 de maio de 2016  |

## Medalhistas
| Ouro                    | Prata                          | Bronze                    |
| Simona Quadarella (ITA) | Anastasiya Kirpichnikova (RUS) | Martina Caramignoli (ITA) |

## Resultados

### Eliminatórias
Esses foram os resultados das eliminatórias. 
| Pos. | Bateria | Raia | Nadadora                   | Nacionalidade | Tempo    | Notas |
| ---- | ------- | ---- | -------------------------- | ------------- | -------- | ----- |
| 1    | 3       | 4    | Simona Quadarella          | Itália        | 16:05.60 | Q     |
| 2    | 3       | 7    | Viktória Mihályvári-Farkas | Hungria       | 16:14.12 | Q     |
| 3    | 3       | 2    | Tamila Holub               | Portugal      | 16:15.50 | Q     |
| 4    | 3       | 6    | María de Valdés            | Espanha       | 16:16.21 | Q     |
| 5    | 2       | 4    | Anastasiya Kirpichnikova   | Rússia        | 16:19.06 | Q     |
| 6    | 3       | 5    | Ajna Késely                | Hungria       | 16:20.25 | Q     |
| 7    | 2       | 5    | Martina Caramignoli        | Itália        | 16:20.31 | Q     |
| 8    | 3       | 3    | Jimena Pérez               | Espanha       | 16:22.37 | Q     |
| 9    | 2       | 6    | Julia Hassler              | Liechtenstein | 16:24.50 |       |
| 10   | 2       | 2    | Katja Fain                 | Eslovênia     | 16:28.66 |       |
| 11   | 2       | 3    | Diana Durães               | Portugal      | 16:31.97 |       |
| 12   | 1       | 4    | Lia Csulák                 | Hungria       | 16:44.64 |       |
| 13   | 2       | 7    | Marlene Kahler             | Áustria       | 16:44.69 |       |
| 14   | 2       | 0    | Marina Heller Hansen       | Dinamarca     | 16:46.96 |       |
| 15   | 3       | 8    | Anna Olasz                 | Hungria       | 16:48.87 |       |
| 16   | 2       | 1    | Paulina Piechota           | Polónia       | 16:49.86 |       |
| 17   | 3       | 0    | Daša Tušek                 | Eslovênia     | 16:52.66 |       |
| 18   | 2       | 9    | Matea Sumajstorčić         | Croácia       | 16:54.19 |       |
| 19   | 1       | 5    | Klara Bošnjak              | Croácia       | 16:54.20 |       |
| 20   | 3       | 9    | Arianna Valloni            | San Marino    | 16:55.60 |       |
| 21   | 1       | 6    | Johanna Enkner             | Áustria       | 17:03.31 |       |
| 22   | 1       | 3    | Sasha Gatt                 | Malta         | 17:10.43 |       |
| 23   | 1       | 2    | Nika Špehar                | Croácia       | 17:18.67 |       |
| 24   | 2       | 8    | Malene Rypestøl            | Noruega       | DNS      | DNS   |
| 24   | 3       | 1    | Helena Rosendahl Bach      | Dinamarca     | DNS      | DNS   |

### Final
Esse foi o resultado da final. 
| Pos.              | Raia | Nadadora                   | Nacionalidade | Tempo    | Notas |
| ----------------- | ---- | -------------------------- | ------------- | -------- | ----- |
| Medalha de ouro   | 4    | Simona Quadarella          | Itália        | 15:53.59 |       |
| Medalha de prata  | 2    | Anastasiya Kirpichnikova   | Rússia        | 16:01.06 |       |
| Medalha de bronze | 1    | Martina Caramignoli        | Itália        | 16:05.81 |       |
| 4                 | 7    | Ajna Késely                | Hungria       | 16:10.50 |       |
| 5                 | 6    | María de Valdés            | Espanha       | 16:14.77 |       |
| 6                 | 5    | Viktória Mihályvári-Farkas | Hungria       | 16:17.27 |       |
| 7                 | 8    | Jimena Pérez               | Espanha       | 16:19.11 |       |
| 8                 | 3    | Tamila Holub               | Portugal      | 16:32.20 |       |

Legenda
| Recorde mundial       | Recorde mundial (World record)               |                       | Recorde africano                      | Recorde africano (African) |                                           | Q | Classificado por posição (Qualified) |
| Recorde do campeonato | Recorde do campeonato (Championship record)  | Recorde da América    | Recorde da América (Americas)         | q                          | Classificado por melhor tempo (Qualified) |   |                                      |
| Melhor marca do ano   | Melhor marca do ano (World leading)          | Recorde asiático      | Recorde asiático (Asian)              | DNS                        | Não largou (Did not start)                |   |                                      |
| Recorde nacional      | Recorde nacional (National record)           | Recorde europeu       | Recorde europeu (European)            | DNF                        | Não terminou (Did not finish)             |   |                                      |
| Recorde pessoal       | Recorde pessoal do atleta (Personal best)    | Recorde da Oceania    | Recorde da Oceania (Oceania)          | DSQ / DQ                   | Desclassificado (Disqualified)            |   |                                      |
| Recorde da temporada  | Recorde da temporada do atleta (Season best) | Recorde sul-americano | Recorde sul-americano (South America) | NM                         | Sem marca (No mark)                       |   |                                      |